# Balmoral Castle

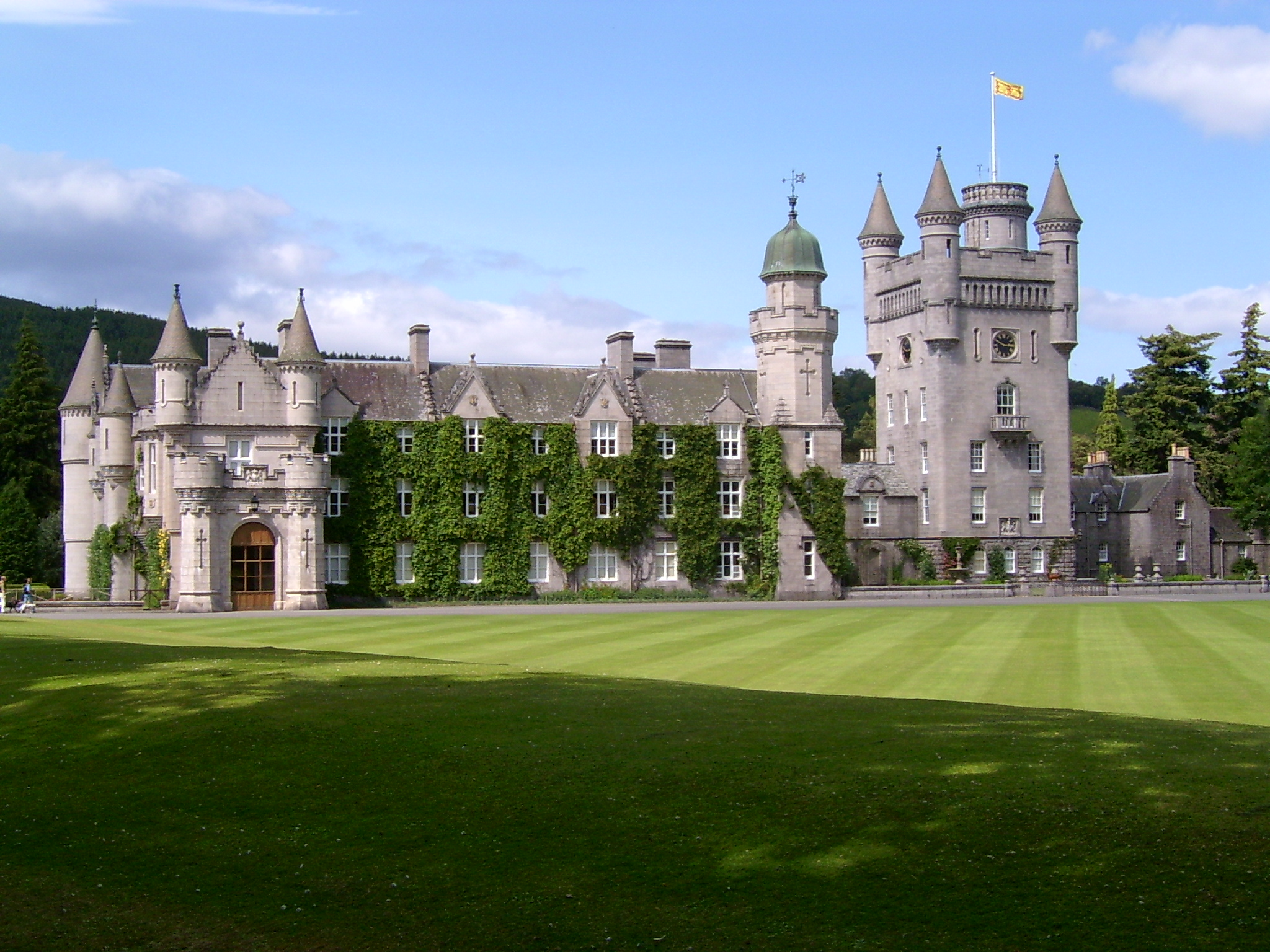
Balmoral Castle.

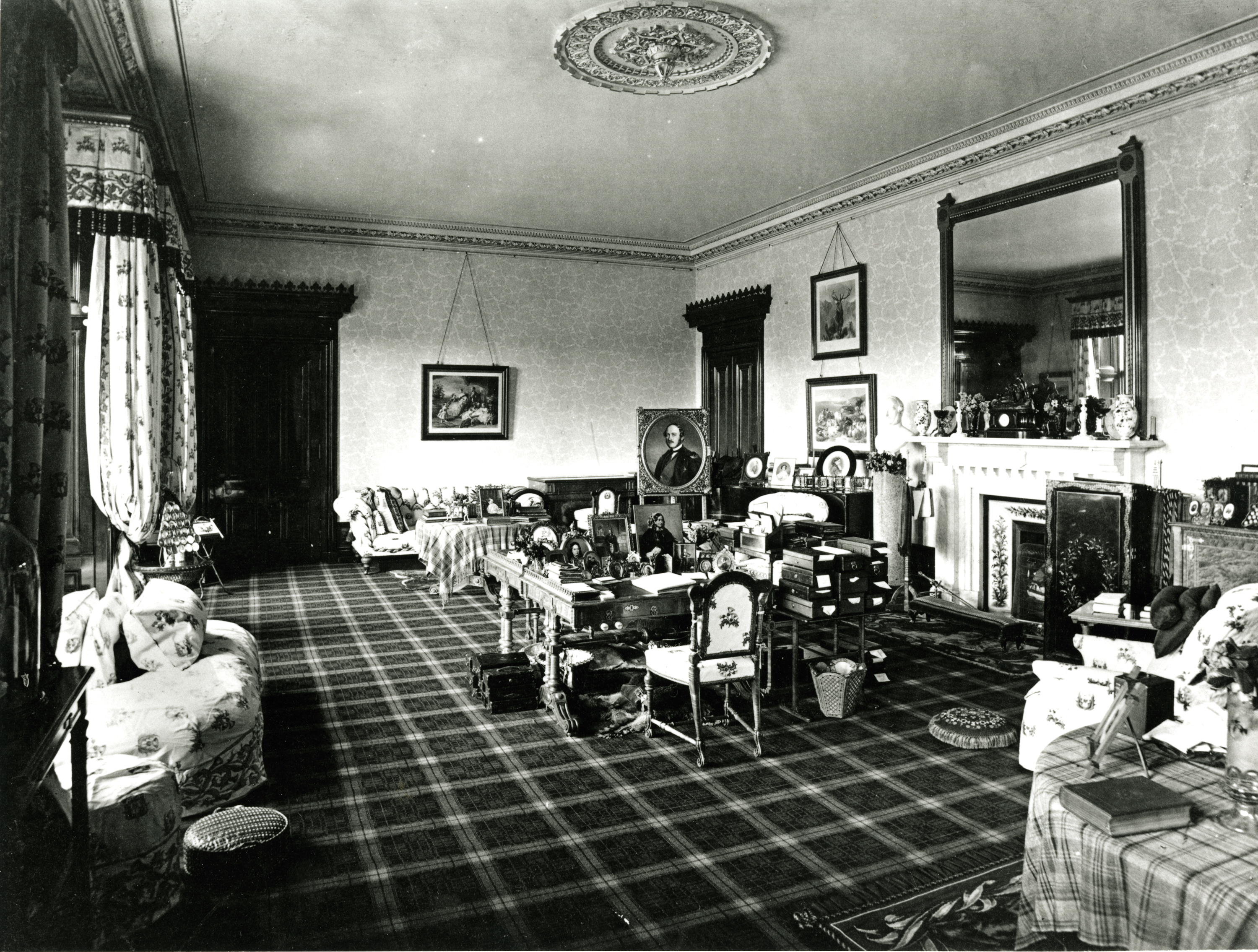
Drottning Viktorias arbetsrum på slottet Balmoral. Fotografiet är taget mellan 1870 och 1880.

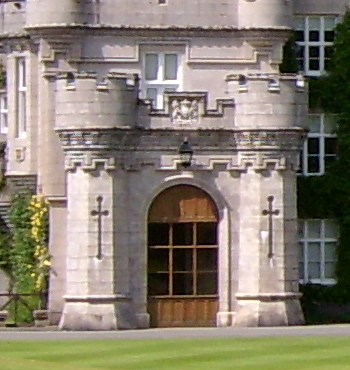
En inkörsport som var avsedd att skydda gäster mot omilt väder.

Balmoral Castle, vid floden Dee i Aberdeenshire i Skottland i Storbritannien, är ett slott och egendom tillhörande landets kungafamilj. 
Tillsammans med Sandringham House som ligger i grevskapet Norfolk i England är Balmoral en privat egendom tillhörande den brittiska kungafamiljen och är inte en del av Crown Estate (kronans egendom vars avkastning huvudsakligen tillfaller statskassan).
Kungafamiljen har 50 heltidsanställda vid Balmoral Castle. När drottning Elizabeth II gjorde sina årliga besök under sensommaren varje år hade hon mellan 50 och 100 deltidsanställda. Arealen som tillhör Balmoral Castle är 24 000 hektar (243 kvadratkilometer) stort och där ligger även ett antal mindre byar, varav två helt och hållet bebos av personalen.

## Historia
Kung Robert II av Skottland (1316–1390) hade en jaktstuga inom området. Historiska uppgifter visar också att ett hus på Balmoral byggdes av Sir William Drummond 1390. Godset registreras 1451 som "Bouchmorale" och hyrdes senare ut av Alexander Gordon, den andre sonen till Alexander Gordon, 1:e earl av Huntly. Ett tornhus byggdes på gården av Gordons.
Drottning Viktoria och prins Albert började hyra slottet 1848 av hertigen av Fife.
Prins Albert köpte egendomen 1852. När han väl köpt den bestämde han och Viktoria att slottet inte var tillräckligt stort för den kungliga familjen. Stadsarkitekten i Aberdeen, William Smith, anlitades och ett nytt slott började byggas i närheten av det gamla. Grundstenen till det nya slottet lades av drottning Viktoria 28 september 1853. Det nya slottet var färdigt 1856, och det gamla revs. Därefter testamenterade Albert slottet till sin hustru Viktoria, som bodde där i långa perioder som änka.
Drottning Elizabeth II och  maken prins Philip, hertig av Edinburgh bodde vanligtvis där i augusti och september varje år under hennes långa regeringstid. Drottningen befann sig på Balmoral Castle när den frånskilda prinsessan Diana omkom i en bilolycka 1997. Drottningens beslut att inte återvända till London och "sörja mer offentligt" väckte mycket kritik och upprördhet i landet.
Det var på Balmoral Castle som drottning Elizabeth II dog den 8 september 2022. Hon avled på eftermiddagen omgiven av delar av kungafamiljen, bland annat äldste sonen Charles (III) och dottern prinsessan Anne. Två dagar innan dödsfallet hade hon på Balmoral haft audiens med avgående premiärminister Boris Johnson och utnämnt efterträdaren Liz Truss.

## Visningar av slottet
Av slottets interiör är endast balsalen, med en konstutställning av 1800-talskonstnären Edwin Landseer och en utställning av kungligt silver, öppen för allmänheten. Visningarna omfattar mest slottsparken och andra delar av ägorna.

## I populärkulturen
Drottning Elizabeth II var i Balmoral Castle när Diana, prinsessa av Wales omkom i en bilolycka 1997. Drottningens privata diskussioner med premiärminister Tony Blair dramatiserades i Stephen Frears film The Queen (2006). 1997 kom filmen Mrs Brown som också var baserad på händelser vid Balmoral Castle. I båda filmerna användes andra slott som substitut: Blairquhan Castle i The Queen; och Duns Castle i Mrs Brown.